# Sinuolinea argyrosomi
Sinuolinea argyrosomi is een microscopische parasiet uit de familie Sinuolineidae. Sinuolinea argyrosomi werd in 2003 beschreven door Zhao & Song. 